# Polynoe lepidota
Polynoe lepidota är en ringmaskart som beskrevs av Johnston 1827. Polynoe lepidota ingår i släktet Polynoe och familjen Polynoidae. Inga underarter finns listade i Catalogue of Life.